# Provider Backbone Bridge Traffic Engineering
Dans le domaine des télécommunications, Provider Backbone Bridge - Traffic Engineering (PBB-TE), également connu sous le nom de Provider Backbone Transport (PBT), est un protocole de communication Ethernet de classe opérateur. Il repose sur des extensions du protocole Ethernet natif, protocole de niveau 2 habituellement utilisé dans les réseaux locaux d'entreprise, afin de le rendre plus fiable, extensible et déterministe et qu'il puisse être utilisé comme protocole de transport dans les réseaux de grande dimension, notamment les réseaux de nouvelle génération des fournisseurs de services de télécommunications. PBT reprend en particulier les concepts de marquage de VLAN selon la spécification IEEE 802.1Q, "Q-in-Q" selon la spécification IEEE 802.1ad (Provider Bridging) et "MAC-in-MAC" selon la spécification IEEE 802.1ah (Provider Backbone Bridge ou "PBB"). Mais PBB-TE désactive le concept de "flooding/broadcasting" et le protocole "spanning tree". PBB-TE a été normalisé en 2009, par l'IEEE sous l'intitulé 802.1qay.

## Contexte et motivations
Ethernet est le protocole de communication de niveau 2 le plus fréquemment utilisé par les entreprises dans leur réseau informatique. Ethernet est également utilisé de plus en plus fréquemment par les opérateurs dans les Réseaux de Nouvelle Génération, en particulier dans les segments d’accès et métropolitains. Les services et protocoles "Ethernet de classe opérateur" sont examinés par le Metro Ethernet Forum, l'IEEE, l'IETF et d'autres instances de normalisation afin de répondre aux exigences spécifiques de cet environnement.
Dans le segment du cœur de leur réseau, beaucoup d'opérateurs utilisent MPLS pour assurer l’ingénierie de trafic et la qualité de service. En revanche, l’extension de MPLS dans les segments d’accès et métropolitains du réseau est moins avancée. Cette solution, si elle est techniquement viable, introduit dans certains cas de figure un ensemble de difficultés liées à la gestion et à l'évolutivité du réseau, qui en fin de compte augmentent le coût et la complexité d'exploitation. Plusieurs solutions alternatives émergentes ont été proposées parmi lesquelles Transport MPLS (T-MPLS), « Provider VLAN Transport » (PVT) et PBT. L’intérêt du marché pour cette dernière solution est allé croissant en partie depuis que BT a annoncé en janvier 2007 vouloir la déployer dans son réseau métropolitain. Depuis cette date, plusieurs industriels ont intégré PBT à leur catalogue et l’IEEE a créé un groupe de travail afin de normaliser formellement la technologie (802.1Qay). Estimant que l'activité de normalisation en cours ne modifierait pas de manière fondamentale les spécifications préliminaires, plusieurs opérateurs ont commencé à évaluer ou à déployer ces solutions.
PBT est une technique fondée sur Ethernet qui vise à obtenir des performances comparables ou meilleures que celles de solutions basées sur MPLS (VPWS et VPLS) :
- ingénierie de trafic ;
- administration et maintenance (OAM) ;
- garanties en ce qui concerne la qualité de service et la bande passante ;
- rétablissement des connexions en moins de 50 ms ;
- scalabilité équivalente.

Avec les avantages d'Ethernet sur le plan des économies et de la simplicité :
- facilité d'apprentissage ;
- facilité de gestion.

## Applications
PBT a été conçu de manière à pouvoir mettre en œuvre des applications exigeantes en termes de bande passante et de qualité de service (QoS). Notamment PBT est pressenti : 
- En tant que technologie de transport dans la partie du réseau des opérateurs chargés de la collecte (« backhauling ») du trafic haut débit mobile (3G/4G)[9] et fixe (ADSL, ADSL2+, VDSL, FTTH / fibre optique). Les débits atteints rendent coûteuse l'utilisation de technologies traditionnelles SDH/SONET, aussi les opérateurs examinent la possibilité d'utiliser Ethernet comme solution alternative plus économique.
- En tant que technologie utilisée pour fournir les services VPN et Ethernet aux clients entreprises, un marché actuellement en pleine croissance. Certains opérateurs alternatifs commencent à offrir ce type de services avec un prix de revient inférieur à celui des opérateurs historiques qui utilisent les solutions traditionnelles SDH/SONET.

PBT est compatible avec la mise en œuvre de services aux utilisateurs comme les communications voix sur IP, les services VPN point à multi-points pour la diffusion de contenus vidéos numériques (IPTV), les services haut débit aux entreprises et les nouvelles applications multimédia interactives.
Dans bien des cas, PBT est positionné comme une solution complémentaire à MPLS, déployée à l'accès et dans la partie métropolitaine du réseau des opérateurs, et non pas seulement comme une solution de remplacement à MPLS.
Au-delà du marché des opérateurs, les grandes entreprises notamment dans le secteur de la finance, commencent également à montrer de l'intérêt pour la technologie PBT

## Ethernet dans les réseaux: interfaces, services et transport
PBT est basé sur la technologie Ethernet qui intéresse depuis plusieurs années les opérateurs pour le déploiement de réseaux métropolitains car ils doivent supporter un volume important de trafic en mode paquet lié aux nouveaux services comme la vidéo, les services mobiles 3G, et les services de connectique VPN et Ethernet aux entreprises.
Les interfaces Ethernet sont largement répandues dans les réseaux locaux, d'entreprise notamment, en raison de la simplicité d'utilisation et du faible coût des équipements.
Différents opérateurs dans différents pays offrent déjà divers types de services de connectivité Ethernet à travers leur réseau. Pour autant, cela ne signifie pas qu'ils utilisent Ethernet nativement en tant que technologie de transport sous-jacente dans leur réseau.

## Technologies de transport employées jusqu'ici
Les opérateurs ont utilisé jusqu'ici différentes technologies de transport, notamment les systèmes numériques traditionnels SDH, SONET ou RPR. Avec l'augmentation constante des transmissions de données (Internet, Voix sur IP, vidéo, mobiles 3G et connectivité en entreprise etc.), ces technologies sont toutefois en voie d'obsolescence.
Dans les réseaux de nouvelle génération, les opérateurs utilisent de plus en plus fréquemment un plan de transport en mode paquet, notamment IP et MPLS avec des protocoles de tunnellisation comme L2TPv3, Layer 2 MPLS VPN (L2VPN) ou VPLS.
L'utilisation d'Ethernet en tant que technologie de transport était jusqu'ici difficilement envisageable dans les réseaux d'opérateurs en raison de certaines fonctionnalités manquantes, disponibles avec PBT.

## Principe de fonctionnement
À la différence d'ATM, Ethernet est basé sur un mode de fonctionnement sans connexion, en mode datagramme, non fiable. Tel que, Ethernet ne permet pas aux opérateurs de satisfaire correctement à leurs obligations contractuelles (SLA avec QOS), en particulier pour les applications en temps réel comme la voix ou la vidéo. 
Par ailleurs, Ethernet n'est pas extensible: il ne convient pas pour des réseaux de très grande envergure (complexité des aspects de gestion, ressources réseau mobilisées par les communications constantes entre un grand nombre de nœuds Ethernet). 
PBT est une technologie de "tunnellisation point-à point" qui ajoute à Ethernet le déterminisme: ceci permet aux opérateurs de spécifier le chemin que devront emprunter sur le réseau les trames Ethernet.
PBT assure également une QoS en réservant une largeur de bande pour les services en temps réel. Il fournit un temps de reprise de 50 millisecondes en cas de rupture de connexion – ce qui équivaut au délai imposé par les standards des réseaux SONET et SDH optiques d'aujourd'hui.
PBT peut résoudre certains problèmes posés par l'extensibilité d'Ethernet en libérant des ressources réseau qui seraient mobilisées par les communications constantes entre un grand nombre de nœuds Ethernet sur le réseau.
PBT utilise les concepts de marquage de VLAN selon la spécification IEEE 802.1Q, "Q-in-Q" selon la spécification IEEE 802.1ad (Provider Bridging) et "MAC-in-MAC" selon la spécification IEEE 802.1ah (Provider Backbone Bridge ou "PBB"). Mais PBT désactive le concept de "flooding/broadcasting" et le protocole "spanning tree".
PBT simplifie les aspects opérationnels de maintenance et d'administration en utilisant des extensions basées sur la spécification IEEE 802.1ag (Connectivity Fault Management). Il fournit des extensions pour assurer la protection de conduit de manière similaire à la protection unidirectionnelle "Unidirectional Path Switched Ring" (UPSR) dans les réseaux SDH et SONET.
Les paquets sont transférés sur la base de l'identifiant de VLAN (VID) et de l'adresse MAC de destination. La fonction d'apprentissage MAC est désactivée et le transfert est basé sur une table de brassage des connexions mise à jour par des commandes de gestion. Les paquets de "broadcast" sont ignorés. Les paquets émis lors d'échec de recherche de la destination (Destination Lookup Failure - DLF) ne sont pas diffusés. Ils sont simplement ignorés.
La protection de conduit est fournie en utilisant un VID actif et un VID de protection. Lorsque le conduit actif est défaillant (indiqué par la perte de message test de continuité 802.1ag "CC"), la source bascule la valeur du VID pour rediriger le trafic vers le conduit de protection dans un délai maximum de 50 ms.

## Normalisation
La technologie est en voie de normalisation à l'IEEE, l'instance qui est à l'origine des spécifications d'Ethernet, ce qui peut laisser supposer qu'à terme la norme sera supportée par un très grand nombre d'équipements Ethernet du marché, et qu'ainsi des économies d'échelles importantes pourront être réalisées.
Une demande d'autorisation de projet (PAR) a été soumise en mars 2007 et approuvée par l'IEEE en mai 2007 afin d'initier les travaux de normalisation. Sur la base de cette demande, l'IEEE a proposé le nom "PBB-TE" ("Provider Backbone Bridging with Traffic Engineering" - 802.1Qay), bien que le nom "Provider Backbone Transport" (PBT) ait été souvent utilisé dans le passé pour désigner la même technologie.
Le concept a été accepté par l'ITU-T dans le groupe d'étude SG15/Q12 sous le titre "Provider Backbone Transport" (g.pbt).
Des contributions additionnelles sont soumises à l'IETF CCAMP ("Common Control and Measurement Plane").
Plusieurs industriels ont commencé à développer des produits, estimant que l'activité de normalisation en cours ne modifierait pas de manière fondamentale les spécifications préliminaires présentées lors de la soumission du PAR car le concept s'appuie sur une combinaison de spécifications Ethernet existantes de l'IEEE:
- IEEE 802.1Q VLANs
- IEEE 802.1ad double marquage Q-in-Q, ou « Provider Bridging »
- Sous-ensemble de IEEE 802.1ah dit « MAC-in-MAC » ou « Provider Backbone Bridge » (PBB)
- IEEE 802.1aq "Shortest Path Bridging"

## Interopérabilité
Parallèlement aux travaux de normalisation à l’IEEE, une vingtaine d'industriels (voir la liste en note) ont rejoint le consortium "carrier ethernet ecosystems" créé en juin 2007 dans le but de faciliter l'interopérabilité en environnement de réseaux hétérogènes, c'est-à-dire des réseaux construits avec des équipements provenant de constructeurs différents ou basés sur des architectures hybrides PBT/MPLS.
Des essais publics d'interopérabilité impliquant plusieurs technologies dont MPLS et plusieurs constructeurs ont été réalisés avec succès en diverses occasions, par exemple dans les laboratoires du centre EANTC (European Advanced Networking Test Center) à Berlin en août 2007 et durant le congrès CEWC (Carrier Ethernet World Congress) à Genève en septembre 2007.

## Technologies alternatives ou complémentaires
- "PWE3 sur MPLS": Nécessite de mettre en œuvre un plan de contrôle MPLS pour les équipements "Edge" et "Core" afin de créer un tunnel. Les équipements "Edge" doivent être adaptés pour les services VPN de niveau 2 "Virtual Private Wire Service" (VPWS, également appelé "pseudowire", "martini circuit", "PWE3") ou "Virtual Private Lan Service" (VPLS).
- "Transport MPLS (T-MPLS)": activités de normalisation en cours à l'ITU-T. Le principe est de définir un sous-ensemble de MPLS en masquant certaines de ses complexités, et donc ses problèmes de coûts et de scalabilité.
- Brassage de VLAN également appelé "Provider VLAN Transport" (PVT).